# Belkofski
Belkofski es un área no incorporada ubicada en el borough de Aleutianas Orientales en el estado estadounidense de Alaska.

## Geografía
Belkofski se encuentra ubicada en las coordenadas 55°5′20″N 162°1′50″O / 55.08889, -162.03056.